# ジョナサン・シガー
ジョナサン・シガー（Jonathan Aaron Sieger、1984年8月3日 - ）は、台湾生まれ、群馬県出身のモデル、司会者、タレント、エイジアプロモーション所属。アメリカ国籍。
血液型A型。 高崎市立佐野中学校、群馬県立高崎工業高等学校卒業。

## 人物
父・マックスウェルはアメリカ人、母・ミッシェルがイタリア人のハーフ。
アメリカ国籍だが、アメリカに住んだ経験は、曰く「1秒もない」。家族の公用語は英語（2019年4月までこのことを隠していた）。
台湾に生まれ、3歳の頃に両親と兄との4人で来日した。
流暢な（若干群馬訛りの）日本語を喋る一方、英語は苦手とし、学生時代に友人が英語のテスト中にカンニングしてきたが、2人仲良く赤点だった（この逸話については後述）。
ハーレクインコンテストのファイナリストに選ばれた。
『5時に夢中!』には黒船特派員として出演するほか、ピンチヒッターとして司会もこなす（番組内では「お馬鹿さんキャラ」「残念キャラ」として岩井志麻子・中瀬ゆかりにいじられることが多い）。兄も一時期出演しており、ジョナサンが休む際のピンチヒッターとして登場していた。
父は宣教師、母はモデル、祖母が元ハリウッド女優のヴァージニア・アン・リー、叔父に元メジャーリーガーのケビン・エルスター。
ユンボの資格（車両系建設機械運転者）、乗馬5級を持っている。
初体験は高校1年生である。
2010年の夏、名前がジョナサンという理由だけで「（勝手に）ジョナサンに100日連続通う」という挑戦に挑み、見事成し遂げ、ジョナサンの本社から御礼状が贈られた。
周りに外国人がいないため、自分が外国人であることを忘れて鏡を見て「あ!俺、外国人なんだ!」とビックリすると述べている。学生時代は野球をしており、相手チームに「助っ人外国人がいる!」と恐れられたが、自身は野球があまり上手くなく
、結局三振で終わり、相手チームどころかチームメイトまでガッカリする結果となった。
厚切りジェイソンが出てからは「薄切りジョナサン」と呼ばれるようになった。
2015年11月19日に放送された『5時に夢中！』によると、父親のマックスウェルは、米国・ロサンゼルス出身。母親のミッシェルはニューヨーク出身。両親はともに宣教師であった。両親は80年に結婚し、世界を放浪しながら宣教活動をはじめる(その際、自分達の持ち物は全て寄付してあげてしまったという)。その後、キリスト教が根付いていなかったアジアを中心に布教活動を開始。その間に、兄のジェイソンが香港で1982年に誕生。ジョナサンはその2年後、84年に台湾で誕生した。
現在、兄・ジェイソンは企業家として活躍しており、自分達兄弟のことを「兄弟格差」とジョナサンは表現している。宣教活動中のジョナサン一家を支援していたのは、グラミー賞を5回受賞した　ドナ・サマーであった。サマーは、ジョナサンの母・ミッシェルの親友だった、とのこと。サマーは、ジョナサンとジェイソンの両親が宣教活動で家を空けている間、彼らの子守やオムツ交換もしてくれたことがあった、という。しかし、サマー側の身内に不幸があった後、経済的支援は途絶えてしまった、という。
86年に一家は宣教活動のために来日。ジョナサン曰く、その当時の日本の若者の自殺率は世界のトップクラスだったらしく、父のマックスウェルは、日本の若者の自殺状況を何とかしたかった、という。しかし、その前後に起きた急な円高変動に見舞われ、ジョナサン一家は、来日早々、経済的な困難を強いられた。来日後のはじめの3ヶ月は、渋谷のラブホテルのオーナーの好意でそのホテルで過ごした。このような前途多難な環境でも、母のミッシェルはポジティブさを発揮し、ラブホテルの部屋にある全面鏡張りにテンションがあがったという。
その後、知人のつながりを頼りに、長野→仙台→軽井沢→山梨を転々として、最終的に群馬に落ち着いた。軽井沢では初めてしっかりした家（知人の別荘）に住めたという。しかし、シーズンの夏になると別荘の持ち主が利用しにやってくるということで、別荘に別れを告げた。その当時の野宿・放浪生活中に、活躍したのがスーツケースだったという。ベビーベッド感覚で、兄とジョナサンはスーツケースのなかで寝ていた、とのこと。
時は流れ、兄のジェイソンが小学校に上がるということで、父のマックスウェルが真剣に働くことを決意。父は牧師、母は英語教師として定職に就き、野宿生活から4畳半の生活へと環境はグレードアップした。ベッドは、スーツケースから押入れになった。高校ではジョナサンは野球に打ち込んだ。そして、また時は流れ、2011年ごろに、兄のジェイソンと一緒に、両親に、群馬の一軒家をプレゼントした、とのこと。
前述のように2019年まで英語は全く話せないと公言していたが、同年のテレビ番組『有吉反省会』で「“小さい頃から日本育ちで英語が全くしゃべれない”というウソを14年間つき、数々の仕事をゲットしたこと」を反省した。幼少時から家族間の会話は英語だったとプロフィールを訂正した。
父方の祖母であるヴァージニア・アン・リーは、1968年にロサンゼルスのミスチャイナタウンに選ばれたこともある中国系のハリウッド女優でもあり、フランク・シナトラにも認められたミュージュカル女優でもあった、とのこと。シナトラのほかにも、マリリン・モンローや、ジーン・ケリー、フレッド・アステアなどにも認められて共演したことがある、とジョナサンは紹介している。代表作としては「マッシュ (テレビドラマ)」がある。
父方のおじである、ケビン・エルスターは、元・メジャーリーガーで、アレックス・ロドリゲスに記録を破られるまで、ショートでの連続無失策試合記録保持者の記録を12年間持っていた、とのこと。
ケビン・エルスターではないおじの一人がアメリカ移住後のローラ_(モデル)の隣家に住んでいる。
日本国内の役所でカタカナの氏名を登録する際、家族は全員、ファミリーネームを「シーガー」としているところ、自分だけ「シガー」と思い込んでおり、そのように登録したら、家族全員の証明書を取り寄せてみると、自分だけ家族に含まれていなかったという。
国籍はアメリカであるため、日本での選挙投票権を保持できないが、アメリカにおいては、居住したことがない者は選挙権が与えられないため、人生で一度も選挙というものに行ったことがない。

## 出演

### テレビ番組
現在出演中
- 5時に夢中!（TOKYO MX、2006年4月 - 、木曜レギュラー） - 黒船特派員
- ぐんま一番（gtv、2020年8月 - 、レギュラー） - 宣伝部員

過去の番組
- ノンストップ!（フジテレビ、2012年4月2日 - 、2013年9月30日）- 毎週月曜日レギュラー
- 逃走中（フジテレビ） - 兵士役
- DON!（日本テレビ、2010年10月26日） - ゲスト
- 特番「FC東京 J1復帰への道」（TOKYO MX、2011年2月26日）
- トーキョー魂!（TOKYO MX、2011年3月25日 - 2011年7月29日）- 毎週金曜日レギュラー
- 和風総本家（テレビ大阪、2011年12月29日）- 再現VTR出演
- スポーツパラダイス（静岡朝日テレビ、2012年10月12日）
- 踊る!さんま御殿!!（日本テレビ、2014年7月29日）
- ニノさん「ニノさんの悲しみランキング」（日本テレビ、2015年8月30日）
- F.C. TOKYO魂!（TOKYO MX、2011年8月19日 - 2017年12月30日）
- Girls' Talk Trip ジョナサンと女子力UPの旅（群馬テレビ、2016年6月29日 - 2018年3月29日） MC
- GINZA YOGA（TOKYO MX、2017年8月6日 - 2018年9月24日)
- オレ一応モデルなんですけど（群馬テレビ、2018年4月12日 - 2019年3月28日）MC
- 有吉反省会（日本テレビ、2019年4月20日）反省人

### ラジオ番組
- じゃじゃ馬AM - 2ch2インターネットラジオ放送-粋（インターネットラジオ番組「じゃじゃ馬AM」に出演。）
- インターネットラジオ局 粋（2010年9月16日- 9月30日）
- CRT 栃木放送 IT′s（茨城・栃木）きたかん（2010年11月7日）
- J-WAVE HELLO WORLD（2012年6月18日 - 2012年6月21日） - ナビゲーター
- J-WAVE GOLD RUSH（2013年1月4日） - ナビゲーター
- Air Place [8]（2017年4月- 、ラジオ高崎）- 第2・4火曜パーソナリティ

### CM
- アサヒフード（2007年）
- コミュファ光（2010年）
- 高須クリニック（2012年・2013年）
- フードウェイ（2019年）

### イベント
- メトロミント発売イベント（2005年）
- TOYOTA MOTORSHOW in 広州（2005年）
- TOYOTA MOTORSHOW in 台湾（2005年）
- TOYOTA MOTORSHOW in スイス（ジュネーヴ）（2006年）
- TOYOTA MOTORSHOW in タイ（バンコク）（2006年）
- TOYOTA MOTORSHOW in 北京（2006年）
- TOYOTA MOTORSHOW in イタリア（ボローニャ）（2006年）
- TOYOTA MOTORSHOW in 上海（2007年）
- TOYOTA MOTORSHOW in イタリア（ボローニャ）（2007年）
- TOYOTA MOTORSHOW in スイス（ジュネーヴ）（2008年）
- SUNTORY カルーア プロモーションキャンペーン（2008年）
- GOOD WOOD FESTIVAL OF SPEED　 TOYOTA モデル　イギリス（グッドウッド）（2008年）
- キリストンカフェ live MC（2011年）
- 東北地方太平洋沖地震チャリティーイベント ゲスト 3/20（2011年）
- PRAY FOR JAPAN gate's vol.2 ゲスト 6/4（2011年）
- ブライダル産業フェア  ブライダルショー（2011年）
- PRAY FOR JAPAN gate's vol.3 ゲスト 8/19（2011年）
- ソフラン Aroma rich　ロミオ コンテスト（2011年）
- gate's live MC（2012年）

### その他（雑誌・カタログ・PV・web等）
- HONDA カーナビ カタログ（2004年）
- ディズニーカレンダー（2004年）
- SPALDING BASEBALL カタログ（2004年）
- 雑誌「NX」（2005年）
- 雑誌「LUXG」（2005年）
- SONY VAIO カタログ（2005年）
- TOYOTA  i-swing PV（2005年）
- エクソンモービル ポスター・ウェブ（2005年）
- CASIO camera ウェブ（2007年）
- 三菱地所リアルエステート ポスター・新聞広告（2008年)
- SoftBank 夏モデル新機種発売 web・店頭（2008年）
- ラ・セーヌ・ブランシュ 結婚式パンフレット・ポスター（2008年）
- ユニクロ UTシャツ ポスター・web（2008年）
- sinacova 2009春・夏カタログ（2008年）
- ガゼット PV（2009年）
- ガゼット アルバムジャケット（2009年）
- 東京オリンピック招致 PV（2009年）
- IZUMI 電動シェーバー（2009年）
- Panasonic VIERA（2009年）
- 豊洲ニューマンション（2009年）
- ellesse スキーウェアー ウェブ・ポスター（2009年）
- ホテル テラス ザ ガーデン 結婚式場パンフレット・ウェブ（2009年）
- ellesse スキーウェアー ウェブ・ポスター（2010年）
- ゼクシー 北関東版 裏表紙（2010年）
- ever9 web（2010年）
- ever9 web（2011年）
- SONY HXR-NX70 PV（2011年）
- Sonar Pocket live オープニング PV（2011年）
- TOYOTA 北京モーターショー PV（2011年）
- TOYOTA 東京モーターショー PV（2011年）
- and GIRL（2012年）
- 高崎・前橋本（2013年）
- フィッテ（2013年）

### テレビドラマ
- 謎解きはディナーのあとで スペシャル 船上探偵・影山 CASE1 船上泥棒にはご注意ください（2013年7月30日、フジテレビ） - 「プリンセスレイコ」号の二等航海士役
- 問題のあるレストラン 第6話（2015年2月19日、フジテレビ） - ロビン役
- ドクター調査班〜医療事故の闇を暴け〜 最終話（2016年6月3日、テレビ東京）
- ラブホの上野さんSeason2  Lesson11（2017年12月21日、フジテレビ） - ピエール役
- クロサギ 第10話（2022年12月23日、TBS） - 海外ファンドの担当者役
- あんぱん 第66話（2025年6月30日、NHK） - シーガー役

### 映画
- シャノワールの復讐（2018年、監督：河崎実）[9] - 風のマンチカン 役

### 舞台
- C調バトら〜ず
- バイオハザードカフェで朝食を（2013年）